# 腓力一世 (卡斯蒂利亚)
「美男子」腓力一世（西班牙語：Felipe I el Hermoso，1478年7月22日—1506年9月25日，又譯费利佩一世）是法蘭德斯伯爵、勃艮第伯爵，通过与卡斯蒂利亚王位继承人疯女胡安娜的婚姻，成为该王国的共同统治者之一，為哈布斯堡王朝在西班牙的始祖。

## 生平
腓力一世是神圣罗马帝国皇帝马克西米连一世之子，生于布鲁日（今比利时境内）。1482年其母亲勃艮第的玛丽去世后，腓力在父亲监护下获得了外祖父勃艮第公爵大胆的查理留下的领地，即所谓勃艮第遗产（包括原勃艮第公国的一部分、尼德兰和弗朗什孔泰）。1492年他开始独立管理勃艮第。1496年10月20日，腓力与卡斯蒂利亚女王伊莎贝拉一世和阿拉贡国王费尔南多二世的女儿胡安娜结婚。这宗婚姻是奥地利与西班牙结成针对法国的家族联盟的计划的一部分。由于斐迪南二世的独子胡安的死亡，未来统一的西班牙的王冠被传给了他的女儿胡安娜，从而最终落入哈布斯堡家族手中。
1502年腓力伴同其妻接受了卡斯蒂利亚议会的宣誓效忠，随即返回了自己的领地法蘭德斯。由于腓力的不忠和胡安娜的强烈嫉妒，他们的婚姻生活非常失败。这可能部分导致了胡安娜最终罹患精神病（因而她被称做“疯女胡安娜”）。不久腓力与精神失常的胡安娜分居。
1504年伊莎贝拉一世去世后，斐迪南二世被宣布为已经明显疯癫的胡安娜的摄政，他随即准备兼并卡斯蒂利亚。然而卡斯蒂利亚贵族畏惧斐迪南的威力，拒绝了这个安排，并把腓力召回西班牙宣布他为卡斯蒂利亚国王。腓力与胡安娜于1506年4月28日带着一大群德国雇佣兵在西班牙登陆。费尔南多二世被这种行为所震惊，他在与腓力进行了两次徒劳无益的会谈之后宣称他的女儿已被女婿绑架并监禁，他将使用一切手段来捍卫她的利益。
正当内战一触即发时，腓力突然于1506年9月25日在布尔戈斯死于伤寒。这就确保了斐迪南二世对卡斯蒂利亚的权力，因而也保证了西班牙的统一。他的死加剧了胡安娜的精神问题，费尔南多于是以她精神失常为由自任卡斯蒂利亚摄政，并将她关在王宫中。费尔南多死后，王位通过胡安娜由她与腓力的儿子卡洛斯一世继承，胡安娜仍被关在宫中，仅在名义上与卡洛斯一世共治。在卡洛斯一世/查理五世统治时代，西班牙是欧洲最强大的天主教国家。卡洛斯和其弟斐迪南先后成为神圣罗马帝国皇帝。

## 家庭
- 卡斯提爾的胡安娜（1479-1555）：1496年結婚，亞拉岡國王斐迪南二世之女
  - 艾蕾諾爾（1498-1558）：葡萄牙國王曼紐一世、法國國王法蘭索瓦一世王后
  - 查理五世（1500-1558）：神聖羅馬皇帝
    - 腓力二世（1527-1598）：西班牙國王
    - 玛丽亚（1528-1603年）：神聖羅馬皇后
    - 喬安娜（1535-1573）：葡萄牙親王（英语：Prince of Portugal）夫人

  - 伊莎贝拉（1501-1526）：丹麥、挪威暨瑞典國王克里斯蒂安二世王后
  - 斐迪南一世（1503-1564）：神聖羅馬皇帝
    - 伊丽莎白（1526-1545）
    - 马克西米利安二世（1527-1576）：神聖羅馬皇帝
    - 安娜（1528-1590）：巴伐利亞公爵夫人（英语：List of Bavarian consorts）
    - 斐迪南二世（1529-1595）：外奧地利大公
    - 瑪麗亞（1531-1581）：于利希-克萊沃-貝格公爵夫人（英语：List of consorts of Cleves）
    - 瑪格達列娜（1532-1590）
    - 卡塔里娜（1533-1572）：波蘭王后（英语：List of Polish consorts）
    - 艾蕾諾爾（1534-1594）：曼切華公爵夫人（英语：List of Mantuan consorts）
    - 玛格丽特（1536-1567）
    - 约翰（1538-1539）
    - 芭芭拉（1539-1572）：費拉拉（英语：List of Ferrarese consorts）、摩德納暨雷焦公爵夫人（英语：List of Modenese consorts）
    - 卡爾二世（1540-1590）：內奧地利大公
    - 乌尔苏拉（1541-1543）
    - 海倫娜（1543-1574）
    - 约翰娜（1547-1578）：托斯卡納大公夫人（英语：List of consorts of Tuscany）

  - 瑪麗亞（1505-1558）：匈牙利暨波希米亞國王拉約什二世王后
  - 卡塔里娜（1507-1578）：葡萄牙國王若昂三世王后